# El amo de la calle
El amo de la calle es un sainete en un acto dividido en cuatro cuadros de Carlos Arniches y José López Silva; música de Rafael Calleja Gómez y libreto de Enrique García Álvarez, estrenado en 1910.

## Argumento
La pieza se centra en un personaje petulante que cree que todas las mujeres lo adoran, pero que recibe un buen escarmiento de una joven y bella vecina, que lo encierra en un baúl y lo expide al domicilio de su esposa.

## Estreno
- Teatro Apolo, Madrid, 20 de abril de 1910.
  - Intérpretes: José Moncayo, María Palou, Joaquina Pino, Consuelo Mayendía, Dionisia Lahera, Pilar Vidal.